# 亚拉巴马州众议院
亚拉巴马众议院（英語：Alabama House of Representatives）是美国亚拉巴马议会的下議院，共有105名议员，每届任期4年。现任众议院議長为共和黨籍的納撒尼爾·勒貝特。